# Filosofem
A Filosofem a norvég black metal zenekar Burzum negyedik nagylemeze. 1993 márciusában lett felvéve; az utolsó album, amit Varg Vikernes börtönbe zárása előtt vett fel, habár az album 1996. január 1-jén jelent meg, mikor Vikernes már börtönben volt.

## Háttér
Az album nyitó dalát, a "Burzum" című dalt Vikernes először írta Burzumként. Először a Hvis Lyset Tar Oss albumra szánta, majd végül ezen jelent meg. Az album felvételei rossz körülmények között lettek felvéve. Varg nem használt gitárerősítőt, mindössze egy erősítőt és egy fuzz pedált a gitárhoz. A felvételekhez Vikernes a legrosszabb minőségű mikrofont kérte, egy fejhallgató mikrofonját. Az album felvételei mindössze 17 óra alatt készültek el.
Az album borítóját Theodor Kittelsen készítette.

## Zene
Az albumon található dalok elég hosszúak, nincs hét percnél rövidebb szám a Filosofemen. Az album továbbá tartalmazza a leghosszabb ambient dalt, amit Vikernes írt, a több, mint huszonöt perces "Rundtgåing av den transcendentale egenhetens støtte"-t.

## Számlista
Az összes szám szerzője Varg Vikernes. 
| #  | Cím                                                 | Német nyelvű verzió                                      | Hossz |
| -- | --------------------------------------------------- | -------------------------------------------------------- | ----- |
| 1. | Burzum                                              | "Dunkelheit"                                             | 7:05  |
| 2. | Jesu død                                            | "Jesus' Tod"                                             | 8:39  |
| 3. | Beholding the Daughters of the Firmament            | "Erblicket die Töchter des Firmaments"                   | 7:53  |
| 4. | Decrepitude I                                       | "Gebrechlichkeit I"                                      | 7:53  |
| 5. | Rundtgåing av den transcendentale egenhetens støtte | "Rundgang um die transzendentale Säule der Singularität" | 25:11 |
| 6. | Decrepitude II                                      | "Gebrechlichkeit II"                                     | 7:53  |

## Közreműködők
- Varg Vikernes – összes hangszer, ének, dalszöveg, producer

## Fordítás
Ez a szócikk részben vagy egészben  a   Filosofem című angol Wikipédia-szócikk fordításán alapul.  Az eredeti cikk szerkesztőit annak laptörténete sorolja fel. Ez a jelzés csupán a megfogalmazás eredetét és a szerzői jogokat jelzi, nem szolgál a cikkben szereplő információk forrásmegjelöléseként.